# Petrus Codde

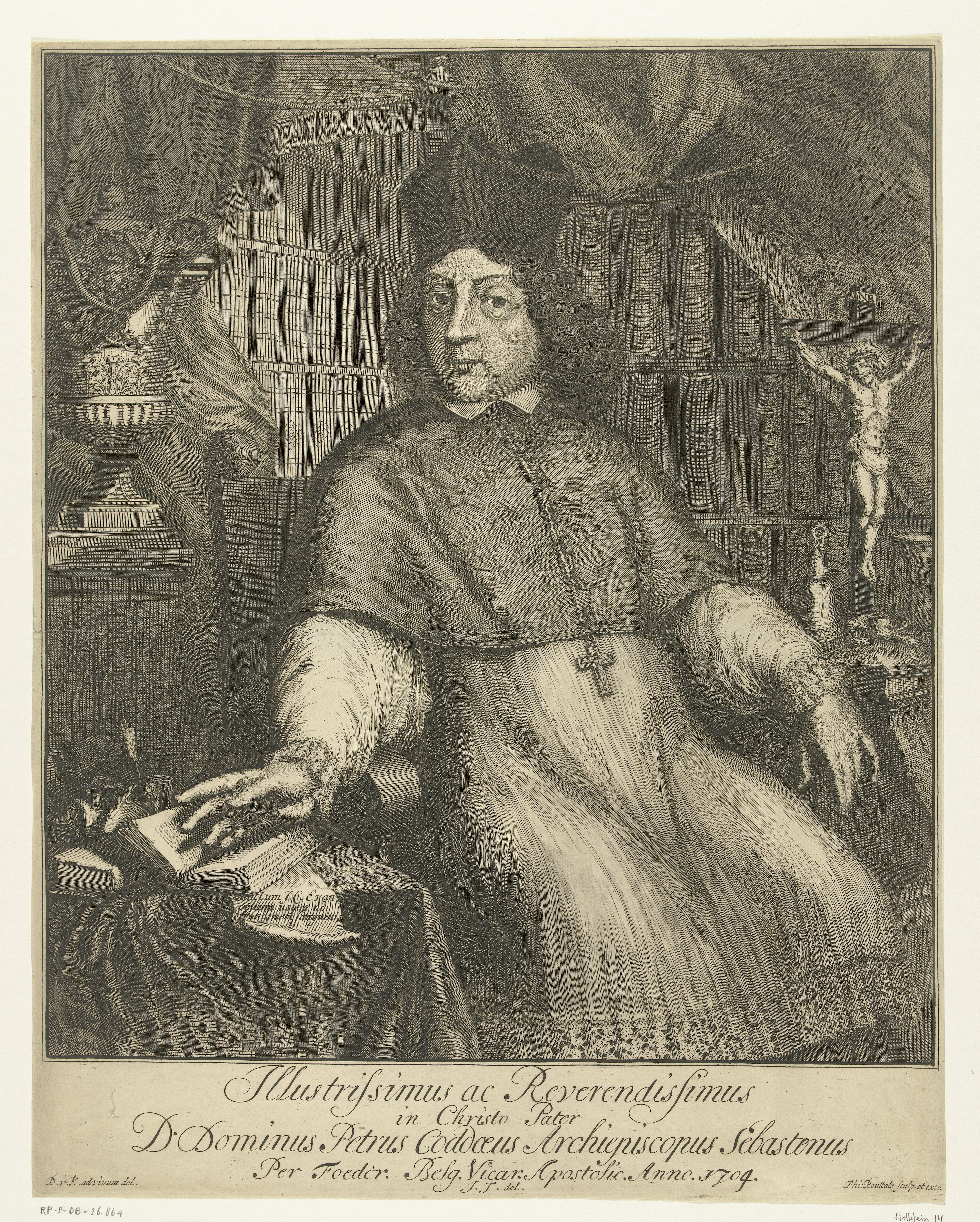
Petrus Codde

Petrus Codde CO (* 27. November 1648 in Amsterdam; † 18. Dezember 1710 in Utrecht), auch Coddaeus genannt, war Apostolischer Vikar der niederländischen Mission und Titularerzbischof von Sebaste.

## Leben
Codde studierte Theologie in Löwen, 1672 empfing er das Sakrament der Priesterweihe. Er hielt in Löwen Vorlesungen über Philosophie und besuchte Frankreich. Johannes van Neercassel, Apostolischer Vikar der Niederlande, berief Codde zu seinem Vikar, und nach van Neercassels Tod im Februar 1689 wurde Codde zu dessen Nachfolger berufen. Bereits zu Beginn seiner Amtszeit geriet er zwischen die Fronten des zu jener Zeit geführten Jansenistenstreites. Bei seiner Bischofsweihe weigerte Codde sich, eine Anzahl angeblich jansenistischer Thesen zu verwerfen, und er umgab sich mit Beratern aus Frankreich und Löwen, die der römischen Kurie suspekt waren. Ihm wird folgende Aussage zugeschrieben:

„Ohne mein Gewissen zu verletzen und ohne Gott zu versuchen, kann ich mit keinem Eid etwas schwören, unterzeichnen oder versichern, das ich nicht zuvor untersucht habe. Soweit hier vom Jansenismus die Rede ist, will ich gerne die Versicherung abgeben, dass ich mich nie in diesen Zwist gemischt habe. In Holland ist er nur dem Namen nach bekannt.“

Im Jahr 1700 wurde Codde nach Rom bestellt, als Vorwand diente das Heilige Jahr. Nach einigem Zögern begab er sich auf die Reise, musste aber dort 1702 erfahren, dass Papst Innozenz XII. und die Kardinäle ihn suspendiert hatten, ohne dass dies Codde mitgeteilt worden war. Er reiste zurück nach Utrecht, seine Absetzung folgte 1704, obwohl bereits die Suspendierung von den Generalstaaten nicht anerkannt worden war und er in der katholischen Bevölkerung hohes Ansehen genoss. Nach seinem Tod entstand daraus ein Schisma, das zur Bildung der Altkatholischen Kirche in den Niederlanden führte.
Codde starb 1710 und wurde in der Krypta der St.-Matthias-Kirche in Warmond beigesetzt. In deren Ruinen erinnert seit 1895 ein Obelisk an ihn.